# Testemunhas de Jeová em Portugal
As Testemunhas de Jeová contam com perto de 51 334 praticantes em Portugal, distribuídos por cerca de 656 congregações, sendo que os simpatizantes alcançam um número similar. Isso pode ser constatado no Anuário das Testemunhas de Jeová de 2017 que refere terem assistido 92 013 pessoas em 2016 à sua principal celebração, a Comemoração da Morte de Cristo.
Esta denominação religiosa está presente no país desde 1925, tendo sido proscrita oficialmente durante o Estado Novo, período em que operou na clandestinidade. Em Dezembro de 1974, após a Revolução dos Cravos que derrubou o antigo regime, a Associação das Testemunhas de Jeová foi legalmente reconhecida, tendo hoje a sua sede em Alcabideche. Em 2009, foram oficialmente reconhecidas como comunidade religiosa radicada em Portugal.

## Actividades iniciais

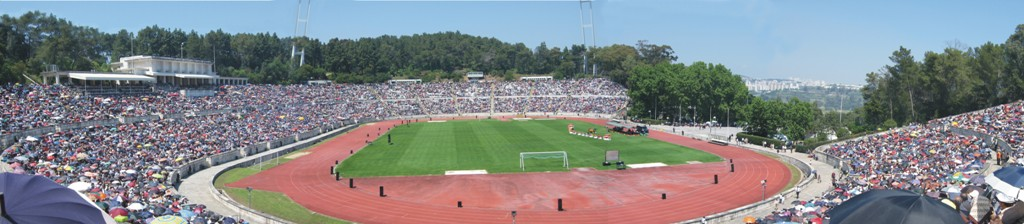
Na Visita Zonal, reunidas no Estádio Nacional do Jamor, Lisboa, Portugal, em 5 de Maio de 2007, com mais de 41.000 presentes na assistência.

O primeiro registo das actividades das Testemunhas em Portugal remonta a 1925. Nesse ano, George Young, um missionário canadiano, parte do Brasil para Portugal com a intenção de iniciar a actividade evangelizadora das Testemunhas de Jeová. Fez preparativos para que o então presidente da Sociedade Torre de Vigia, Joseph Franklin Rutherford, proferisse um discurso público intitulado "Como Viver na Terra Para Sempre", a 13 de maio de 1925, no Liceu Camões, em Lisboa.
Apesar da oposição de sacerdotes católicos milhares de pessoas mostraram interesse em assistir. Francisco Ullan, uma testemunha ocular, recordou o acontecimento da seguinte forma:
"O clero católico fez uma tentativa falhada para desfazer esta reunião. Irromperam em gritaria e quebraram cadeiras. Felizmente, o irmão Rutherford conseguiu controlar a situação."
Alguns jornais noticiaram a elevada assistência e a agitação devido ao cariz da temática abordada. Referiram que alguns dos que acorreram ao local traziam consigo frascos na esperança de receberem algum tipo de elixir da longa vida. O jornal O Século publicou na íntegra a conferência do "notável jurisconsulto J. F. Rutherford" e descreveu o seguinte:
"Mais de duas mil pessoas enchiam o gimnásio do liceu e tendo-se retirado sem obterem lugar aproximadamente duas mil pessoas."

## Década de 1920

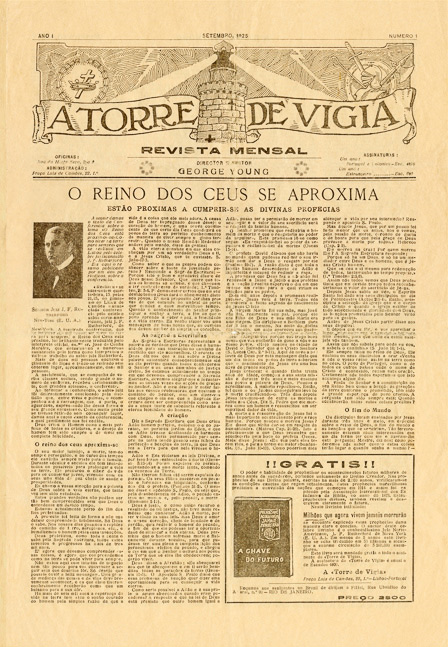
A Torre de Vigia (1925)

A primeira edição portuguesa de A Torre de Vigia (agora A Sentinela) foi publicada em Lisboa e lançada em Setembro de 1925. A primeira página referia o nome de George Young como editor. No final de 1925 foi aberto um escritório na Rua de Santa Justa, 95, em Lisboa, a fim de cuidar das assinaturas e da correspondência. Em 1926 iniciaram-se as classes de estudo regular da Bíblia. A partir da edição de abril de 1926, A Torre de Vigia passou a contar com Virgílio Ferguson como editor e a revista alcançou os 450 assinantes em Portugal continental e nos Açores.
Em 28 de Maio de 1926, ocorreu a revolução que instituiu o regime ditatorial que viria a ser conhecido por Estado Novo. A ditadura em vigor reduziu a liberdade de expressão. Começando com a edição Novembro de 1926, A Torre de Vigia passou a estar sujeita à censura do governo e apareceu a seguinte nota na capa: "Este número foi visado pela Comissão de Censura". Ainda assim, relata-se que em 1927, foram distribuídos mais de 61 000 exemplares da revista, então a ser impressa em Berna, na Suíça.
No verão de 1927 relatam-se os primeiros 14 a serem batizados como Estudantes da Bíblia (a partir de 1931 conhecidos por Testemunhas de Jeová), sendo que dois deles eram de nacionalidade espanhola. A 14 de Outubro de 1927, Ferguson é legalmente autorizado a "reunir em sua casa algumas pessoas a quem desejava ministrar explicações sobre assuntos das Escrituras Sagradas". Ainda nesse ano iniciam-se as primeiras tentativas de pregação pública, com autorização do Governo Civil de Lisboa.

## De 1930 a 1960
Em Novembro de 1931, pouco depois de passarem a ser designadas por "Testemunhas de Jeová", realizaram uma distribuição de 260 000 exemplares de "Luz e Verdade", em português, contendo o inteiro discurso de Rutherford: "O Reino de Deus — A Única Esperança do Mundo".
O primeiro pregador viajante das Testemunhas de Jeová em Portugal, então designados de colportores, foi Manuel da Silva Jordão. Segundo os registos, foi também ele o primeiro a ser preso devido à obra de evangelização pública. Estando em Braga, foi acusado por elementos do clero local, sendo que a polícia foi procurá-lo à meia-noite na casa onde estava hospedado, de onde o conduziu à esquadra.
No início de 1933, a nova constituição ampliou os poderes do Estado, concedendo-lhe autoridade absoluta e o total controle da imprensa. Próximo do fim desse ano, o casal Ferguson deixou Portugal, a publicação "Luz e Verdade" foi suspensa e o contacto direto com o escritório da filial foi cortado. A literatura existente no escritório foi transferida para uma sapataria em Lisboa, cujo proprietário era Testemunha de Jeová. Em Maio de 1940, Portugal assinou uma concordata com o Vaticano, concedendo à Igreja Católica Romana uma posição altamente favorecida. Com o tempo, a obra organizada das Testemunhas cessou gradualmente e iniciou-se um período de menor actividade. Até meados da década de 40, pequenos grupos de interessados nas publicações das Testemunhas reuniam-se em alguns pontos do país.
Em 1947, a Sociedade Torre de Vigia enviou dois representantes a Portugal. F. W. Franz e H. C. Covington encontraram-se no aeroporto de Lisboa, a 5 de Maio, com um grupo de oito Testemunhas. Nesta altura foram designados temporariamente quatro homens para cuidar da primeira congregação em Lisboa. Durante esta visita, estes representantes americanos tentaram legalizar o movimento mas o seu pedido foi recusado. Nesse mesmo ano, a 13 de Dezembro, Nathan Knorr e Milton Henschel estiveram brevemente em Lisboa. Também estava com eles John Cooke, formado na oitava classe da Escola Bíblica de Gileade e designado para cuidar das actividades das Testemunhas em Espanha e em Portugal.
Ainda em 1947, filhos de imigrantes açoreanos nos Estados Unidos, que se haviam tornado Testemunhas de Jeová, decidiram fixar-se na Ilha do Pico e iniciar ali a actividade de evangelização. Em 1950, dois formados de Gileade, Paul Baker e Kenneth Williams, vieram para os Açores. Mas o governo local, debaixo da pressão do clero, expulsou os missionários. Paul Baker solicitou um novo visto, que foi aprovado. No entanto, pouco tempo depois a polícia deteve-o acusando-o de se empenhar em atividades comunistas. Ele foi escoltado até ao primeiro navio, partindo para Lisboa, onde permaneceu preso uma semana e seguidamente foi expulso do país.
Em 1951, dois novos missionários juntaram-se a John Cooke e F. W. Franz volta a visitar as dezenas de Testemunhas existentes em Portugal. Em 1952, Nathan Knorr e Milton Henschel voltam a Lisboa e faz-se nova tentativa de legalização das actividades das Testemunhas, sendo isso rejeitado por não ser desejável "a instalação em território português de organismos integrados em sedes no estrangeiro, cujos adeptos se subordinem à orientação e direcção de elementos estranhos à nacionalidade portuguesa." Posteriormente, o visto de Cooke não foi renovado e ele foi forçado a partir. 
Em novembro de 1954 o missionário de Gileade, Eric Britten, veio do Brasil para cuidar da filial portuguesa da Sociedade. Para evitar a atenção das autoridade, tornou-se costume realizar regularmente reuniões religiosas em áreas arborizadas, junto à praia, especialmente na zona da Costa da Caparica, o que veio a tornar-se conhecido como "piqueniques". Em 1956, a PIDE aparecia com maior frequência nas reuniões e alguns locais públicos tiveram de ser encerrados. As Testemunhas passaram a reunir-se em casas particulares, usando de alguma discrição quanto aos horários e número de assistentes. Até ao final da década de 50, F. W. Franz fez nova visita às Testemunhas em Portugal e alguns missionários foram enviados para Lisboa e Porto.

## Década de 1960 e o aumento da oposição

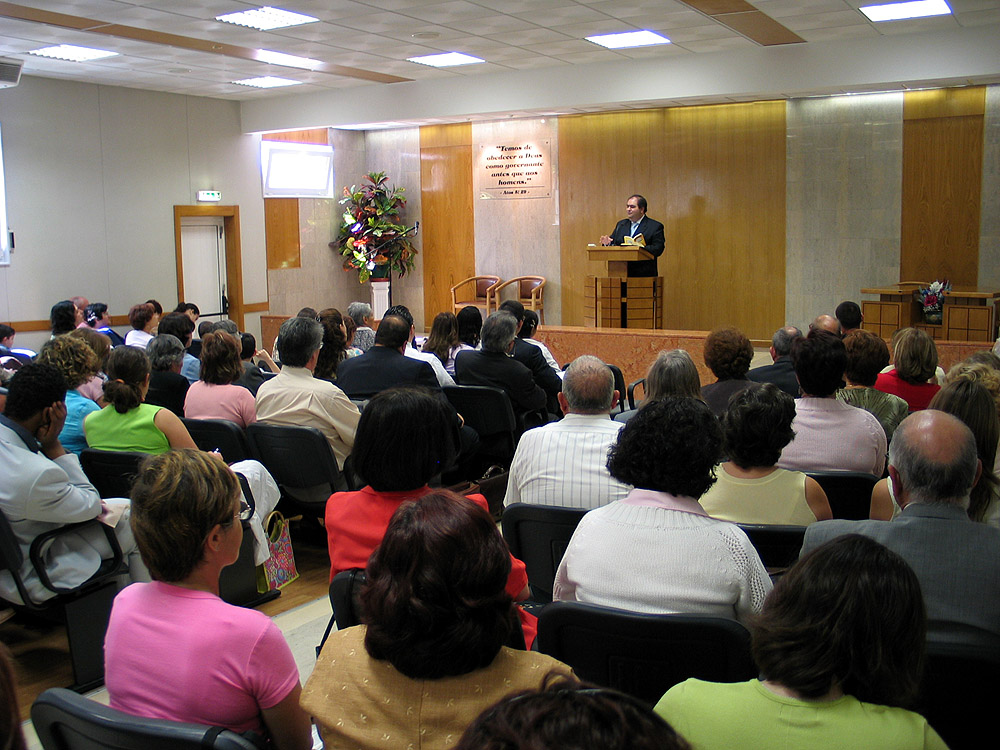
Reunião em Salão do Reino

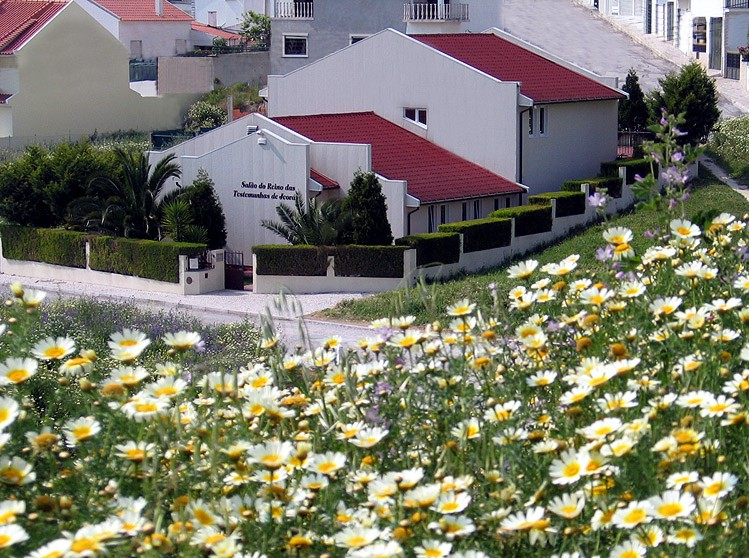
Salão do Reino

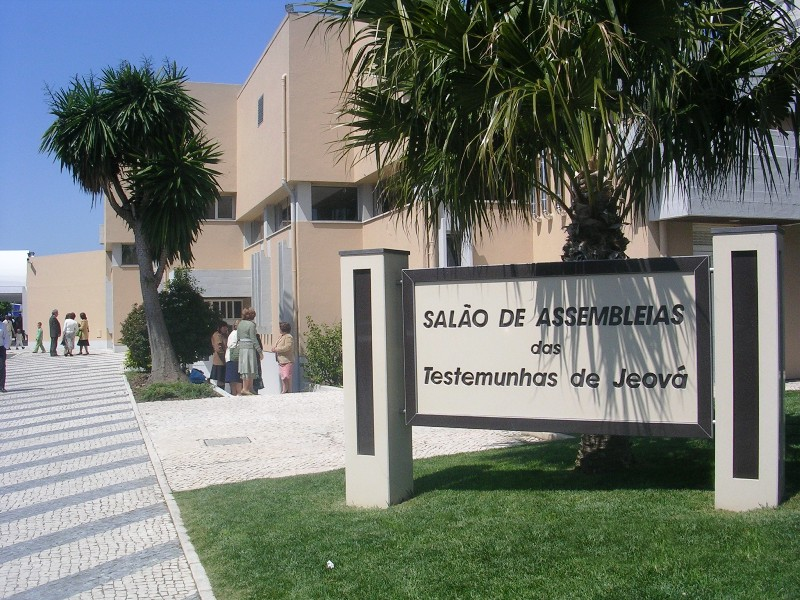
Salão de Assembleias de Carnaxide

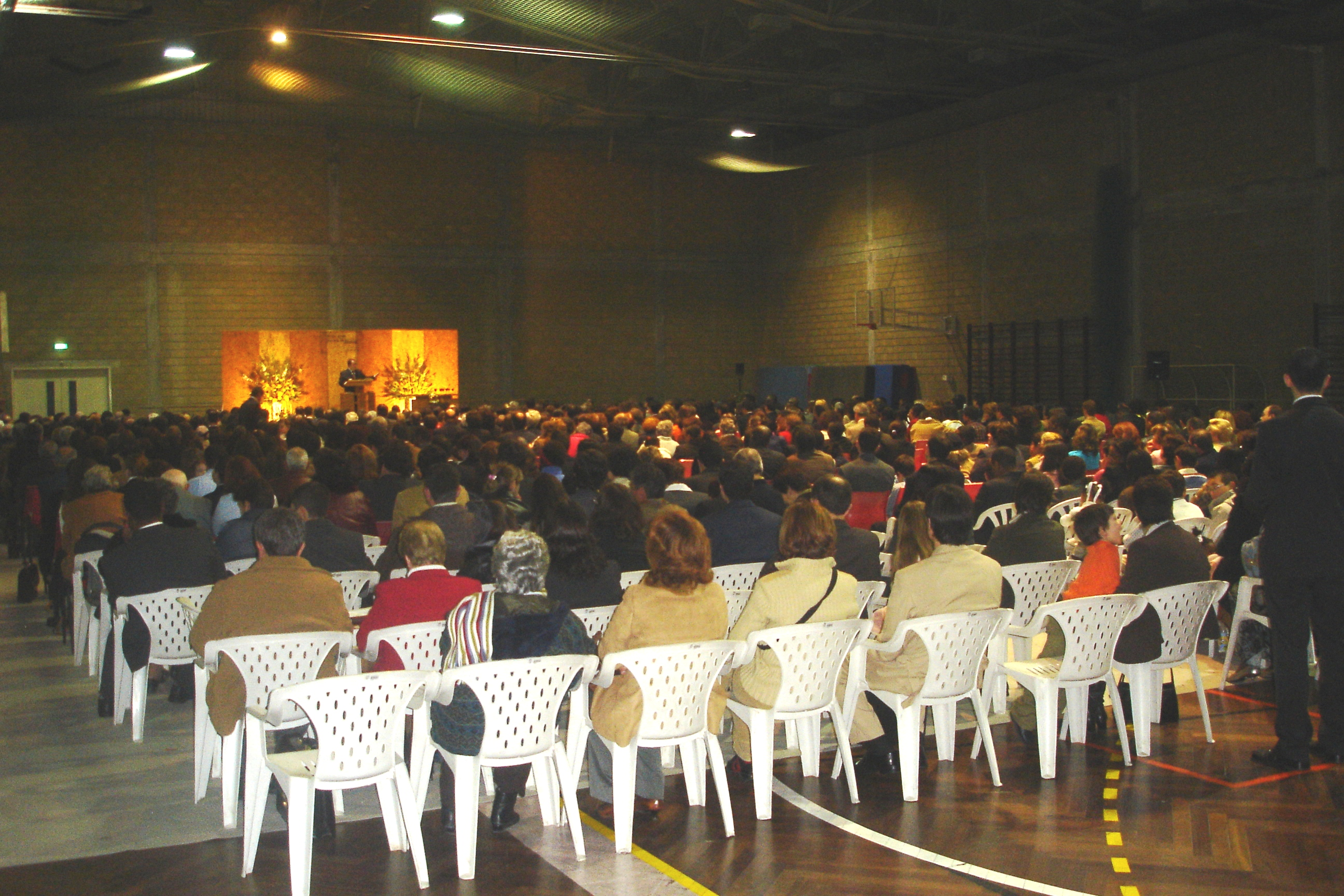
Aspecto interior do auditório principal do Salão de Assembleias de Carnaxide, em Portugal - Abril de 2007.

No início de 1961 eclodiram em Angola os movimentos de guerrilha independentista, que o regime classificava de terroristas. Em breve, Portugal mergulhava na Guerra do Ultramar. Espalhou-se um fluxo de propaganda, acusando as Testemunhas de incitar as massas à rebelião e a polícia portuguesa começou a interferir cada vez mais nas suas atividades de pregação. O Tenente Coronel Homero de Oliveira Matos, director da PIDE, acreditava que o comunismo usava organizações religiosas e sociais para penetrar nas colónias. A 6 de Abril é informado que alegadamente "elementos suecos das tropas da ONU no Congo fazem parte associação secreta Watchtower", cuja intenção seria a 'reacção contra a gente lusa'. Homero de Matos acreditava numa cabala do Partido Comunista da União Soviética para controlar as chefias de organizações religiosas e sociais, por forma a que o povo, em ignorância, trabalhasse a favor do comunismo. Num despacho de 9 de Novembro de 1961, Homero de Matos descreve a Watchtower como testa de ferro desse polvo.
Em Agosto de 1961, o primeiro objetor de consciência entre as Testemunhas de Jeová recusou a incorporação no serviço militar. A 22 de Setembro de 1961, Artur Canaveira foi o primeiro entre centenas de Testemunhas de Jeová que vieram a ser detidas. Durante cerca de quatro meses, no Forte de Caxias, foi espancado e torturado sob acusações de disseminação de ideias comunistas. Foi mantido incomunicável até à sua libertação em 22 de Janeiro de 1962. Apenas quatro dias mais tarde, a 26 de Janeiro de 1962, três casais de missionários estrangeiros, incluindo o responsável pela filial da Sociedade Torre de Vigia, foram chamados à sede da PIDE e, após serem acusados de disseminar ideias subversivas de neutralidade, foram expulsos do país.
O regime passou a confrontar-se com os vários objetores de consciência entre as Testemunhas de Jeová. Alguns foram detidos e outros enviados para a frente de guerra em Angola e na Guiné Portuguesa, tentando forçá-los a renunciar as suas crenças. Todos os que se identificavam com as Testemunhas passaram a ser potenciais alvos da PIDE. Entre 1961 e 1974 foram realizadas mais de 600 acções de busca em casas particulares e locais de reunião. Agentes infiltrados assistiam às reuniões tentando descortinar qualquer assunto de natureza política, mas com resultados frustrantes. Reuniões foram interrompidas, por vezes com recurso a forças policiais com metralhadoras. Centenas de pessoas foram detidas por alguns dias, semanas e mesmo por vários meses. A literatura das Testemunhas era censurada, proibida, confiscada e destruída aos milhares de exemplares. Exemplos extremistas de actuação incluem a detenção de dois rapazes de 10 e 15 anos; o interrogatório a uma criança de 10 anos; um septuagenário interrogado durante cinco horas de pé; surdos-mudos levados à esquadra para interrogatório; o encarceramento de duas jovens de 13 e 16 anos; entre outros exemplos semelhantes.
Em 1962, foi feita queixa à polícia por um grupo de 12 Testemunhas ter realizado uma reunião. Isto resultou no primeiro julgamento em tribunal. O Ministério Público acusou-os de realizarem reuniões religiosas sem obterem autorização. Na abertura do julgamento, a 21 de Março de 1963, o juiz absolveu os acusados perante uma sala cheia de espectadores. 
A publicidade adversa contra as Testemunhas começou a surgir mais frequentemente nos jornais. Durante o Verão de 1963 foram transmitidos pela RTP, na rubrica "Amanhã é Domingo", uma série de cinco programas apresentados pelo padre João de Sousa destinados a alertar contra os "perigos" das Testemunhas. Jornais e periódicos religiosos alimentaram o ódio contra as Testemunhas, recorrendo a falsidades como a ideia de que as Testemunhas de Jeová estavam envolvidos nos massacres de 1961 em Angola. Foram publicados artigos com títulos tais como: "Fora com a praga!", "Propagandistas protestantes, judeus ou sei lá de que seita!" e "Praga asquerosa que se impõe extinguir nem que seja à bruta", em periódicos como o Diário da Manhã, Novidades e Agora.
A Sociedade Torre de Vigia reage à perseguição movida pelo Estado Novo por publicar um artigo sobre Portugal, onde se expunham nomes, datas, locais e outros pormenores sobre a repressão no país. Cópias foram enviadas às autoridades portuguesas e às embaixadas e consulados de Portugal em todo o mundo. Dezenas de jornais estrangeiros noticiaram o assunto e uma avalanche de cartas foram recebidas pelas missões diplomáticas. A Embaixada de Portugal em Washington D.C., Estados Unidos, responde à Sociedade negando tudo, numa carta assinada pelo Ministro Conselheiro José Eduardo de Meneses Rosa que foi reproduzida na revista Despertai!. Na mesma edição da revista, as Testemunhas respondem numa carta aberta e reafirmam as acusações e descrevem novos exemplos de perseguição. A prova que o Estado Português se sentia incomodado com a pressão internacional a favor das Testemunhas é a carta datada de 23 de Julho de 1964, dirigida pela Direcção Geral dos Negócios Políticos e da Administração Interna, sob a tutela do Ministério dos Negócios Estrangeiros, ao Director da PIDE, e que continha o seguinte:
"Em aditamento ao ofício desta Secretaria de Estado nº 413, de 30 de Junho findo, muito agradeceria a Vª Exª a remessa dos elementos solicitados sobre as actividades das "Testemunhas de Jeová" a fim de as Missões Diplomáticas portuguesas serem habilitadas a responderem à campanha que sobre o assunto continua a verificar-se em todo o mundo."
Num esforço para esclarecer a posição neutra das Testemunhas e com a ajuda do Departamento de Estado dos Estados Unidos, uma delegação estrangeira de três representantes da Sociedade Torre de Vigia foi recebida pelo Dr. Franco Nogueira, então Ministro dos Negócios Estrangeiros, em 25 de Fevereiro de 1965. O ministro prometeu investigar a situação, pois considerava que não existia uma razão aparente para negar liberdade religiosa às Testemunhas de Jeová. Contudo a única resposta recebida foi um constante aumento da interferência da polícia. Como exemplo dos métodos usados pela PIDE, um jovem Testemunha de Jeová, de Laranjeiro, em Almada, relatou o que lhe aconteceu depois de duas horas de interrogatório a 9 de Julho de 1965:
"Tendo fechado todas as janelas e portas, eles começaram a bater-me em todas as partes do meu corpo. Um soco no estômago atirou-me para o chão. Um outro deixou-me com um olho negro. Como eu estava a coxear de uma perna, não podia levantar-me, então eles agarraram-me pelas orelhas e de novo começaram a bater-me. Estes homens não tinham a aparência de humanos, pois tratavam-me como um cão."

### Um julgamento histórico
Em Junho de 1966 realizou-se um julgamento no Tribunal Plenário Criminal de Lisboa envolvendo 49 membros da congregação do Feijó captou a atenção de Portugal inteiro. O caso iniciou-se um ano antes quando, no dia 10 de Junho de 1965, a polícia dissolveu uma reunião com cerca de setenta pessoas e prendeu os dois responsáveis pela congregação. Depois de estarem presos no Forte de Caxias por 4 meses e 20 dias presos, 11 dos quais em solitária, os dois homens foram libertados sob fiança. O Estado redigiu uma acusação contra os dois e contra os outros 47 membros da congregação. Foi estabelecida uma fiança de 2 000 escudos a cada um e foi redigido um sumário de culpa de 416 páginas. As Testemunhas foram acusadas de "um crime contra a segurança do Estado". A acusação acrescentou:
"Constituem um movimento político, vindo de países diversos para fins de desobediência, agitação e subversão das massas populares e, designadamente dos mancebos em idade militar."
No dia do início do julgamento, em 14 de Junho de 1966, Testemunhas de todas as partes do país apareceram para dar apoio moral. As autoridades policiais nunca tinham visto um espetáculo assim, com centenas de pessoas afluindo ao tribunal. Relatando o incidente, o jornal O Século declarou:
"Quem ontem chegasse ao Largo da Boa Hora deparava-se com um espectáculo surpreendente. […] Tanto as janelas em redor dos segundo e terceiro pisos, como os corredores, que são muitos, estavam pejados de gente. No pátio o povo comprimia-se. […] A ordem não foi alterada. Calculou-se em mais de 2 000 as pessoas presentes dentro e fora do edifício. Foi a primeira vez que se viu ali tão elevado número de pessoas. Eram, na maioria, simpatizantes com os réus e com a sua religião."
Visto que um dos acusado não pôde comparecer devido a doença, o julgamento foi adiado para o dia 23 de Junho. Nesse dia, uma multidão ainda maior, estimada em cerca de 5 000 pessoas , permaneceu no exterior do tribunal durante cinco horas, aguardando o desenrolar do processo.
O juiz António de Almeida Moura foi citado como tendo dito o seguinte:
"Não há liberdade de qualquer um inventar uma religião e fazer o que quiser em nome de Deus ou seja do que for. Tem de subordinar-se ao homem que rege as coisas cá na terra. […] O principal de que se vêem acusados é a desobediência, de um modo geral, às leis da Nação."
O Delegado do Ministério Público não apresentou uma única testemunha durante o inteiro julgamento de três dias, nem tentou interrogar qualquer dos réus ou testemunhas de defesa. Ainda assim, o Tribunal Plenário condenou todas as 49 Testemunhas a penas de prisão que variavam entre 45 dias e cinco meses e meio. Os representantes legais das Testemunhas apelaram para o Supremo Tribunal de Justiça.
Correspondentes estrangeiros difundiram a evolução do julgamento. A Rádio Nacional da Dinamarca anuncia ironicamente que "poderia parecer surpreendente, mas a segurança nacional de Portugal estava ameaçada pelas Testemunhas de Jeová'. Um jornal canadiano compara Salazar a Hitler, que havia enviado milhares de Testemunhas para campos de concentração.
Evitando a exposição mediática do primeiro julgamento, a consideração do apelo decorre à porta fechada. Em 22 de Fevereiro de 1967, o Supremo Tribunal confirmou a decisão do Tribunal Plenário ao sentenciar 49 membros da congregação a penas de prisão e à suspensão dos seus direitos políticos suspensos por um período de quatro anos. Dez pessoas interessadas, Testemunhas não batizadas, receberam penas suspensas. As penas de prisão variavam entre o mínimo dum mês e meio e cinco meses e meio. O tribunal também multou cada Testemunha numa quantia variando entre 1.350 escudos e os 5.000 escudos e requerendo a cada um 1.000 escudos de custas judiciais. Por fim, um total de 24 Testemunhas de Jeová foram presas, uma vez que um certo número de maridos que não eram Testemunhas preferiram pagar a multa necessária para evitar a prisão das esposas. A Testemunha mais nova tinha 20 anos de idade e a mais velha, 70. Em alguns casos tanto o marido como a esposa foram presos, criando assim um problema para os seus filhos. Vinte crianças, entre 15 meses e 16 anos de idade, foram separadas dos seus pais.
O que o Tribunal não contava era que a maioria dos condenados tivessem preferido a prisão ao pagamento de uma multa que consideravam injusta. Na manhã do dia 18 de Maio de 1967, o grupo de homens e mulheres, jovens e idosos, que haviam sido condenados, dirigiram-se a pé desde o Largo da Boa Hora até à Cadeia do Limoeiro, em Lisboa, sem escolta policial, a fim de se entregarem às autoridades prisionais. Um facto insólito e paradoxal visto que aquelas 24 pessoas haviam sido condenadas por "crime contra a segurança do Estado" e "incitamento à desobediência no que respeita a leis de ordem pública, quer civis, quer militares". Para tornar ainda mais ridícula a cena, o funcionário judicial apenas se preocupou em perguntar aos condenados e acompanhantes se sabiam o caminho para a cadeia e ele próprio segue de táxi para o local, aguardando que os condenados percorressem as ruas da cidade de Lisboa até ao Limoeiro! O grupo avançou a pé, rindo, conversando e cantando, sendo que alguns até pararam no caminho para tomar um galão e um bolo e comprar fruta. Dali, as mulheres seguiram de 'ramona' até à Cadeia das Mónicas.
Apesar da imprensa ter sido silenciada desta vez, as rádios clandestinas "Portugal Livre" e "Voz da Liberdade", bem como jornais brasileiros da oposição, noticiam amplamente o julgamento. Durante os anos de 66 e 67, a Sociedade Torre de Vigia publica mais quatro artigos nas suas revistas de maior divulgação. Um dos artigos, intitulado: "O julgamento simulado de cristãos - a vergonha de Portugal!", continha um relatório exaustivo das sessões do tribunal. O artigo foi reproduzido aos milhares e remetido para a metrópole e colónias, destinados a comerciantes e industriais, profissionais liberais, polícias e governantes.

### Vítimas pouco conhecidas
Apesar da dura oposição, as Testemunhas cresceram de forma notável desde 1961 a 1974. O milhar de Testemunhas existente no início da perseguição cresceu até aos 12 000 crentes activos por volta da Revolução de 25 de Abril de 1974. Descrevendo o papel das Testemunhas na luta pela liberdade, o jornalista Sousa Jamba escreveu:
"Isso leva-me a falar de um outro grupo de pessoas que sofreu as mais atrozes perseguições mas acerca do qual pouco sabemos - as Testemunhas de Jeová. Pouco se diz acerca do modo como essas pessoas foram perseguidas porque elas não constituem um tema aliciante." 
O historiador Pedro Pinto, do Centro de Estudos Históricos da Universidade Nova de Lisboa, escreveu:
"As Testemunhas de Jeová não foram a única minoria religiosa perseguida, mas foram, sem dúvida, aquela que experimentou a mais consistente e contínua acção persecutória por parte do regime em todo o seu território. Milhares de TJ foram objecto desta perseguição […]. Sobretudo nas províncias ultramarinas, mas em diversas ocasiões também na metrópole, estas acções policiais são acompanhadas de violência física."

## Década de 1970 e a liberdade religiosa
Após o Professor Marcello Caetano ter substituído António Oliveira Salazar como Presidente do Conselho de Ministros em Setembro de 1968 notou-se um abrandamento nítido na interferência da polícia nas actividades das Testemunhas de Jeová. Para elas, um grande acontecimento em 1969 foi a Assembleia Internacional “Paz na Terra”, em Paris, França, de 5 a 10 de Agosto, no Estádio Colombes. 2.731 estiveram presentes na sessão de língua portuguesa, mais que o triplo da assistência ao congresso em Toulouse apenas um ano antes.
As Testemunhas de Jeová ficaram animadas quando souberam que era a intenção do governo submeter à Câmara Corporativa, a 6 de Outubro de 1970, uma proposta de lei intitulada “Liberdade Religiosa”. A lei iria ampliar o âmbito da liberdade religiosa mas bispos católicos declararam-se abertamente contra ela. Em Outubro de 1970, o Ministro do Interior exarou um despacho em relação às Testemunhas, que dizia em parte:
"A proposta de lei da Liberdade Religiosa não altera de maneira nenhuma as condições impostas às Testemunhas de Jeová por razões de alto interesse nacional, e as suas actividades devem continuar a ser impedidas."
Em 1971, alguns deputados na Assembleia Nacional, que constituíam o que se veio a designar de "Ala Liberal", mostravam-se favoráveis à liberdade religiosa. As Testemunhas conseguiram entrevistas com 14 membros da Assembléia Nacional, conhecidos como sendo a favor da liberdade religiosa. Pela primeira vez, as Testemunhas de Jeová conseguiram entrevistas com 14 desses deputados, em alguns nos seus próprios lares, tendo conversas amigáveis que duravam horas. Foi entregue a cada deputado uma exposição de 12 páginas acerca das crenças das Testemunhas junto com várias publicações. Entre os deputados que manifestaram a sua disposição de apoiar as pretensões das Testemunhas conta-se Francisco Sá Carneiro e Miller Guerra.
Portugal atingiu um marco no capítulo das liberdades civis a 21 de Agosto de 1971, quando foi aprovada a Lei da Liberdade Religiosa 4/71, de 21 de Agosto, garantindo liberdade religiosa. Segundo a lei, exigia-se que uma religião, que procurasse obter reconhecimento, deveria entregar uma petição formal assinada por 500 membros, para ser submetida, junto com informações muito pormenorizadas, quanto às crenças, reuniões, publicações e assim por diante. Surpreendentemente, no ano seguinte, surgiu um novo diploma, o Decreto-Lei n.º 216/72, de 27 de Junho, que requeria que cada assinatura da petição fosse reconhecida pelo notário. Apesar disso, em Novembro de 1972, as Testemunhas de Jeová tornaram-se o primeiro grupo religioso a procurar reconhecimento legal ao abrigo da nova lei, apresentando os estatutos da confissão e 554 assinaturas reconhecidas notarialmente. Essa documentação ficou arquivada no Ministério da Justiça sem receber atenção, e só dois anos mais tarde houve reconhecimento oficial da entrada do pedido.
Apesar da tendência para a liberdade religiosa, a primavera de 1972 trouxe o ressurgir de medidas repressivas. Um relatório da Guarda Nacional Republicana intitulado: "Actividades da seita das Testemunhas de Jeová", dizia em parte:
"Relativamente ao assunto em epígrafe, o Exmo. General e Comandante Geral encarrega-me de transmitir que devem ser intensificadas as diligências no sentido de detectar aquela actividade e proceder como se impõe. Esclarece-se que esta seita tem carácter subversivo e que a lei vigente permite a repressão da sua actividade."
Na noite da Comemoração da Morte de Cristo, a 29 de Março de 1972, a polícia irrompeu em três lugares de reunião em Lisboa e levou todos para a esquadra. Contudo, não se pediu fiança e todos foram libertos.
Apesar da repressão e de vários jovens objectores de consciência serem presos e torturados, as Testemunhas reuniram mais de 23 000 pessoas na noite da Comemoração, em 1972. No ano seguinte, 8 150 pessoas estiveram presentes nas sessões de língua portuguesa da Assembleia “Vitória Divina” realizada na Feira Internacional de Bruxelas, Bélgica.
Finalmente, a revolução de 25 de Abril de 1974 veio abrir novas portas à liberdade religiosa em Portugal. No Verão desse ano, um total de 12 102 portugueses assistiram à Assembleia de Distrito “Propósito Divino” em Toulouse, França.
Nova legislação foi emitida através da Lei da Liberdade de Associação, Decreto-Lei n.º 594/74, de 7 de Novembro. Assim, em 18 de Dezembro de 1974 as Testemunhas portuguesas obtiveram reconhecimento legal, formando a Associação das Testemunhas de Jeová. Precisamente três dias depois, realizaram-se duas reuniões com a presença de representantes do Corpo Governante das Testemunhas de Jeová, N. H. Knorr e F. W. Franz. A primeira ocorreu no Porto, no Pavilhão Gimnodesportivo do Futebol Clube do Porto, com 7 586 presentes. No dia seguinte, 39 284 pessoas encheram as bancadas e o próprio relvado do Estádio da Tapadinha, em Lisboa.
Um jornal descreveu esta última reunião da seguinte forma: 
"Ser uma Testemunha de Jeová até ao 25 de Abril era perigoso e até subversivo. Mas os tempos mudaram. Agora é possível não só ser uma Testemunha em Portugal, mas também reunir-se publicamente. Isto aconteceu em Lisboa no Estádio da Tapadinha onde milhares se reuniram livremente. […] O tema da paz sob o único ‘governo por Deus’ ecoou através dos altifalantes. E tudo isto teve lugar num estádio de futebol onde temos assistido a encontros bem menos edificantes."
A partir de Janeiro de 1975 as congregações das Testemunhas que durante décadas se reuniam em casas particulares e na clandestinidade, começaram a abrir os seus auditórios públicos conhecidos mundialmente por Salões do Reino. Nesse ano, alcançaram-se as 16 183 Testemunhas activas em Portugal. Foram batizadas 3 925 novas Testemunhas e a assistência à Comemoração alcançou 41 416 pessoas. De 1975 a 1977 formava-se em média uma nova congregação por semana. No período de dois anos, de 1976 a 1977, mais de cento e dez mil Bíblias foram distribuídas e as congregações receberam mais de um milhão de livros.
As Testemunhas portuguesas realizaram o seu primeiro congresso internacional, "Fé Vitoriosa", em 1978. O Estádio do Restelo acolheu uma assistência de 37 567 pessoas, com delegados de mais de doze países, e um total de 1 130 batismos. 
Noticiando o congresso, uma revista de actualidades declarou:
"Para quem já esteve em Fátima em dias de romagem, a realidade é bem diferente. […] O ambiente religioso é diverso. Aqui o misticismo desaparece para dar lugar à realização de uma reunião de crentes que, em conjunto e de comum acordo, resolveram debater um problema, uma fé, uma atitude espiritual. O comportamento dos presentes, uns para com os outros, caracteriza-se por uma relação de entreajuda."